# Aase-díj
Az Aase-díjat (ejtsd: Óze-díjat) magyar színházi előadások epizódszerepeinek megformálói kapják.

## A díjról
A díjat Gobbi Hilda alapította végrendeletében. Budai házának halála utáni értékesítéséből befolyt összeg kétharmadát szánta a díj alapítására (1989-ben 5,3 millió forint). Gobbi szándéka szerint 50-50 ezer forintot kell adni az évad legjobb epizodistájának, a díjjal járó összeg azonban az alaptőke gyarapodása révén ma már 220-220 ezer forintra nőtt. Az alapító színésznő ezt írta a díjról: „Sajátossága a színészi munkának, hogy a főszereplő több felvonáson keresztül vonja magára a figyelmet. Az epizodistának csak néhány perce, pillanata van; tömörít, mint az író, amikor epigrammát alkot.”
A díj Henrik Ibsen Peer Gynt című drámakölteményének egyik színpadi alakjáról kapta a nevét. Aase anyó Peer Gynt édesanyja. Maga a szerep rövid, azonban felejthetetlen alakításra nyújt lehetőséget. Az Aase-díj alapkezelője a kulturális tárca és a Színházi Társaság, a díj odaítéléséről a Színészkamara választotta kuratórium dönt, melynek egy tagját a tárca delegálja.

## A kuratórium tagjai
| Időszak   | Tagok                                                                      | Források    |
| --------- | -------------------------------------------------------------------------- | ----------- |
| 1989–1994 | Almási Éva, Törőcsik Mari, Fekete Tibor, Szilágyi Tibor, Szoboszlai Sándor |             |
| 1995–1999 | Béres Ilona, Halász Judit, Balogh Tamás, Blaskó Péter, Gáti Oszkár         |             |
| 2000–2004 | Barta Mária, Egervári Klára, Földi Teri, Horkai János, Siménfalvy Lajos    |             |
| 2005–2012 | Felföldi Anikó, Molnár Piroska, Csikos Sándor, Epres Attila, Őze Áron      |             |
| 2012–2017 | Blaskó Péter, Martin Márta, Méhes László, Pogány Judit, Szilágyi Tibor     | [ 1 ] [ 2 ] |
| 2017–2022 | Egri Márta, Ráckevei Anna, Udvaros Dorottya, Gáspár Tibor és Márton András | [ 2 ]       |
| 2022–     | Bajcsay Mária, Nagy Mari, Bezerédi Zoltán, Kuna Károly, Mertz Tibor        | [ 3 ]       |

## Díjazottak
A díjat évről évre két férfi és két női színész kaphatja, akik közül az egyik vidéki, a másik budapesti társulat tagja.
| Év   | Díjazottak                                                          | Források |
| ---- | ------------------------------------------------------------------- | -------- |
| 1989 | Hacser Józsa, Sólyom Katalin, Horváth József, Mentes József         |          |
| 1990 | Agárdi Ilona, Földi Teri, Kóti Árpád, Suka Sándor                   |          |
| 1991 | Dénes Piroska, Pártos Erzsi, Izsóf Vilmos, Tóth Béla                |          |
| 1992 | Lontay Margit, Pásztor Erzsi, Bakody József, Tyll Attila            |          |
| 1993 | Csomós Mari, Egervári Klára, Horkai János, Kölgyesi György          |          |
| 1994 | Bakó Márta, Sebestyén Éva, Gáti József, Kátay Endre                 |          |
| 1995 | Kádár Flóra, Szatmári Liza, Ballai István, Borhy Gergely            |          |
| 1996 | Pádua Ildikó, Szabó Ibolya, Farkas Antal, Siménfalvy Lajos          |          |
| 1997 | Barta Mária, Rajna Mária, Dobák Lajos, Tándor Lajos                 |          |
| 1998 | Győri Ilona, Petényi Ilona, Fonyó József, Kulcsár Imre              |          |
| 1999 | Gyimesi Pálma, Máthé Eta, Czakó Jenő, Kőmíves Sándor                |          |
| 2000 | Balla Ica, Martin Márta, Fekete Tibor, Horesnyi László              |          |
| 2001 | Bódis Irén, Zolnay Zsuzsa, Bognár Péter, Lukács József              |          |
| 2002 | Dániel Vali, Réti Erika, Némethy Ferenc, Szilágyi István            |          |
| 2003 | Falvay Klára, Horváth Ibolya, György János, Makay Sándor            |          |
| 2004 | Dobos Ildikó, Kóti Kati, Hunyadkürti György, Marik Péter            |          |
| 2005 | Arányi Adrienn, Sebők Klára, Gosztonyi János, Sata Árpád            |          |
| 2006 | Bende Ildikó, Blasek Gyöngyi, Krum Ádám, Valkay Pál                 |          |
| 2007 | Fekete Györgyi, Tanai Bella, Lugosi György, Mihály Pál              |          |
| 2008 | Péva Ibolya, Zsurzs Kati, Csuha Lajos, Uri István                   |          |
| 2009 | Császár Gyöngyi, Koós Olga, Kun Vilmos, Wellmann György             | [ 4 ]    |
| 2010 | Borbás Gabi, Csonka Ibolya, Fülöp Zsigmond, Venczel Valentin        | [ 5 ]    |
| 2011 | Bősze György, Máhr Ági, Tordai Teri, Ujréti László                  | [ 6 ]    |
| 2012 | Andai Györgyi, Papp János, Tóth Eleonóra, Maszlay István            | [ 1 ]    |
| 2013 | Ecsedi Erzsébet, Horváth Zsuzsa, Beratin Gábor, Cs. Németh Lajos    | [ 7 ]    |
| 2014 | Balogh András, Kovács Marianna, Magasházy István, Vlahovics Edit    | [ 8 ]    |
| 2015 | Egri Márta, Nyakó Júlia, Botár Endre, Dengyel Iván                  | [ 9 ]    |
| 2016 | Dimanopulu Afrodité, Szoboszlai Éva, Kertész Péter, Szatmári György | [ 10 ]   |
| 2017 | Gazsó György, Nagy Mari, Serf Egyed, Szabó Márta                    | [ 11 ]   |
| 2018 | Csombor Teréz, Homonnai Katalin, Bicskei István, Nagy Zoltán        | [ 12 ]   |
| 2019 | Hullan Zsuzsa, Spolarics Andrea, Megyeri Zoltán, Schneider Zoltán   | [ 13 ]   |
| 2020 | Horváth Margit, Szabó Éva, Kuna Károly, Spilák Lajos                | [ 14 ]   |
| 2021 | Unger Pálma, Gelányi Imre, Tóth Károly, Sallai Virág                | [ 15 ]   |
| 2022 | Bíró Kriszta, Módri Györgyi, Végh Péter, Ilyés Róbert               | [ 3 ]    |
| 2023 | Németh Judit, Soltész Bözse, Felhőfi-Kiss László, Keresztes Sándor  | [ 16 ]   |
| 2024 | Gados Béla, Gombos Judit, Urbanovits Krisztina, Sirkó László        | [ 17 ]   |